# Julius Valentijn Stein van Gollenesse
Julius Valentijn Stein van Gollenesse, ook wel Gollonesse (Groenlo, 17 februari 1691 - Batavia, 13 januari 1755) was een militair in dienst van de VOC. Overgegaan in civiele dienst was hij van 1732 tot 1734 gezaghebber van Bantam, van 1734 tot 1742 commandeur van Malabar, van 1743 tot 1751 gouverneur van Ceylon en van 1751 tot 1755 directeur-generaal van de VOC.

## Gezaghebber van Bantam
Van Gollenesses familie kwam uit Mecklenburg, vermoedelijk uit Gőldenitz nabij Rostock. Waarschijnlijk was zijn vader als militair voor de Republiek gelegerd in Groenlo, ook wel Grol of Grolle genoemd, en is Julius daar geboren. In 1723 vertrok hij als sergeant voor de VOC-Kamer Amsterdam naar Batavia, waar hij op 29 december van het jaar daarop werd bevorderd tot vaandrig. Op 31 juli 1725 trouwde hij met Cornelia Magdalena van Loon, een in Batavia geboren 26-jarige weduwe.
Op 20 september 1729 werd hij bevorderd tot luitenant. Een half jaar later al, op 28 maart 1730, werd hij kapitein. Eind 1731 werd hij benoemd tot kapitein van het Kasteel Batavia. Daarna ging hij over in civiele dienst en werd op 11 juli 1732 benoemd tot gezaghebber van Bantam, aan de noordwestkust van Java.

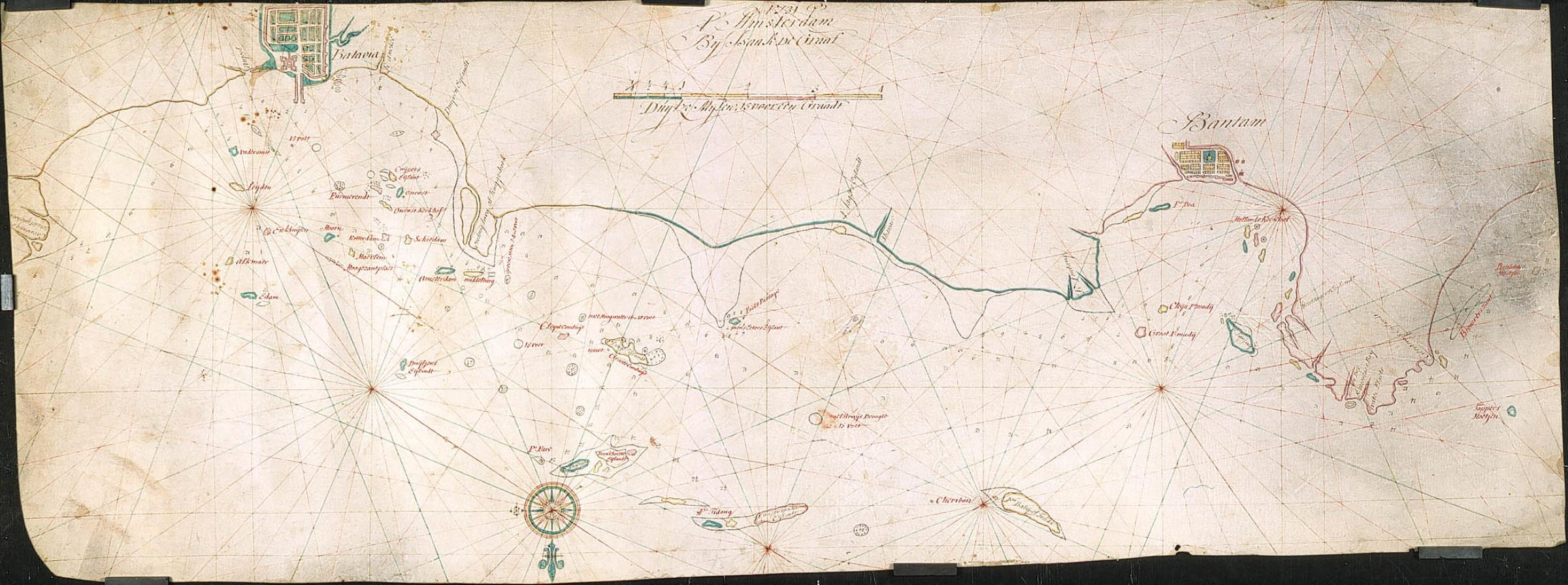
Noordkust van Java, begin 18de eeuw.

In juli 1733 overleed hier de oude sultan, Abu el Mahasin Mohammed Zainul Abidin, die sinds 1691 regeerde. Tussen verschillende facties aan het hof barstte een strijd los om de opvolging en de controle over de lucratieve peperhandel. De kroonprins, Abu al-Fathi Mohammed Syifa Zainul Arifin, vroeg Van Gollenesse om steun van de VOC bij zijn opvolging, die door verwanten betwist werd. In ruil zou hij zich volledig aan de contracten houden die zijn voorouders met de VOC hadden gesloten en de wensen ten aanzien van exclusieve peperleveranties inwilligen. Ook zou hij een eiland voor de kust, Pulau Panjang, afstaan, van waar de Compagnie de scheepvaart kon controleren op smokkel.
Uiteindelijk, na een gezantschap naar Bantam van de raad van Indië Wybrant Blom, lukte het om de kroonprins op de troon te krijgen. Deze bleek echter een zwakke vorst. Volgens Van Gollenesse beminnelijk in de omgang maar onbetrouwbaar en achterdochtig. De werkelijke macht aan het hof zou al snel komen te liggen bij zijn dominante echtgenote Ratoe Sharifa Fatima, volgens Van Gollenesse de dochter van een Arabische priester. Hij moest al in mei 1734 rapporteren dat 'door de baatsugt en knevelarijen van den Bantamsen Zulthan, seven landstreken op Lampong, ieder van 20 a 30 negorijen, beginnende van Sillebaer tot aan Lampont Samanka sig aan de Engelsen hebben onderworpen en aan deselve bereids een goede quantiteyt peper geleverd' was. Omdat het Bantamse hof de peperboeren en lokale handelaren erg lage prijzen betaalde voor de aan de Compagnie te leveren peper vertrokken zij of probeerden hun peper elders te verkopen. Van Gollenesse begon daarom met toestemming van Batavia de peper buiten het hof om direct van de boeren en de handelaren te kopen. Hoewel deze strategie vanwege de uitgestrektheid van het gebied niet zo succesvol was maakte hij zich hierdoor gehaat bij het hof. Een aanslag op hem in september door een amokmaker werd verijdeld. Men verdacht de Pangeran Bantam hiervan, een gunsteling van de sultan, maar zijn betrokkenheid was niet te bewijzen.
Op 23 juli 1734 werd Van Gollenesse benoemd tot commandeur van Malabar (de VOC handelsposten in het huidige Kerala). Na het vertrek van zijn voorganger Adriaan Maten, die op 12 Januari 1735 terug naar Nederland ging, begon hij aan zijn nieuwe functie in Fort Cochin.

## Commandeur van Malabar

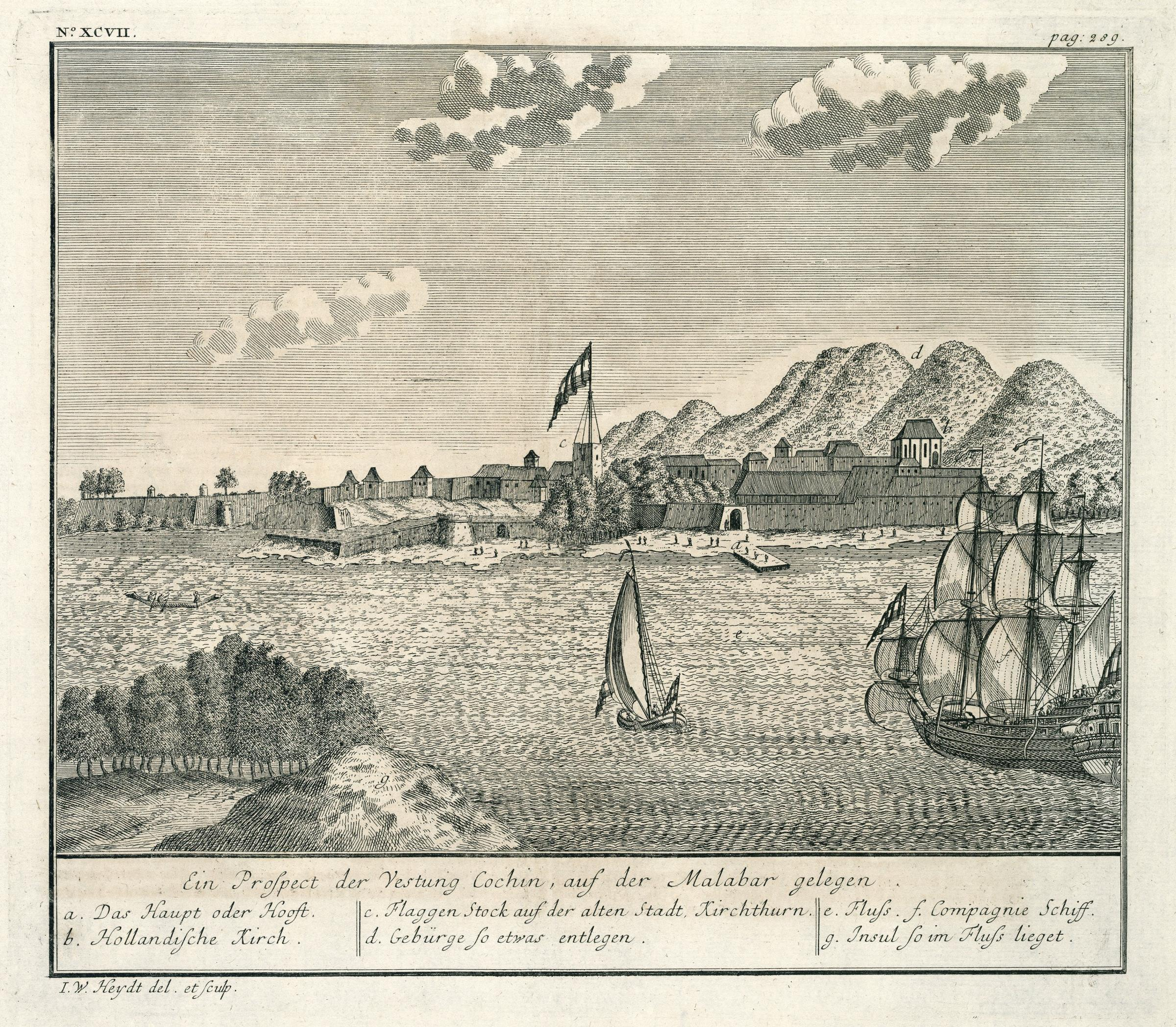
Cochin rond 1740

In Fort Cochin werkten in deze tijd ruim 60 mensen in administratieve dienst. In Quilon (Coylan) waren er nog 9 en in Cannanore 4. Van Gollenesse probeerde er vooral de efficiency van de organisatie te vergroten en stimuleerde onder andere de productie van indigo en van katoenen stoffen (lijnwaden), zoals men die aan de Coromandelkust maakte. Mensen van een lage kaste uit Tuticorin ('Ververs') aan de oostkust werden aangemoedigd naar Malabar te emigreren door ze van een stuk grond en andere faciliteiten te voorzien.

### Travancore

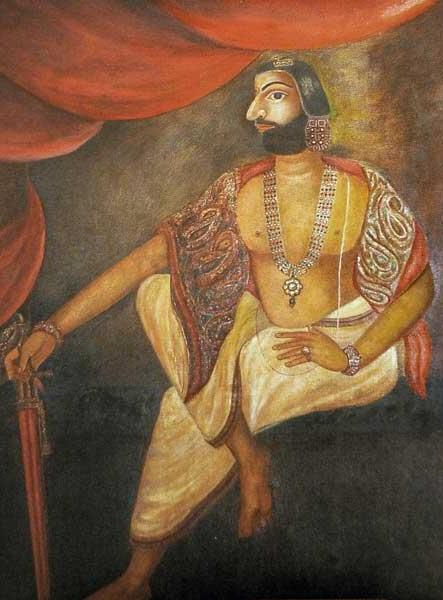
Martanda Varma

Langs de Malabarkust hadden zich na het uiteenvallen van het oude Vijayanagararijk vier grote rijken (Cannanore, Calicut, Cochin en Tranvancore) en vele kleine gevormd (Van Gollenesse noemt in zijn memorie van overdracht zo'n 50 'Coningen, vorsten en mindere landheeren' met verscheidene waarvan de VOC sinds halverwege de 17de eeuw contracten had voor peperleveranties beneden de marktprijs, in ruil voor politieke en militaire steun bij agressie van andere rijken. De voornaamste bondgenoot was de raja van Cochin, maar in 1729 was in het rijk van het meer zuidelijk gelegen Travancore een zeer ambitieuze raja aan de macht gekomen: Martanda Varma. Deze begon naburige kleinere rijken te veroveren en kreeg daarbij wapens en munitie van de Britten, die zich in 1694 in Anjengo hadden gevestigd. Ook probeerde hij de peperhandel over te nemen. Steeds meer peper ging hierdoor aan de neus van de VOC voorbij en werd tegen marktprijzen aan de Britten en de ook op het toneel verschenen Fransen verkocht. Van Gollenesse bracht begin maart 1739 samen met de gouverneur van Ceylon Gustaaf Willem van Imhoff (die hij in Batavia bevriend had) een bezoek aan Martanda Varma in een poging deze zich aan de pepercontracten van de door hem veroverde koninkrijkjes te laten houden, maar het bezoek was geen succes.
Door de hogere inkoopprijs van peper dreigde de verkoopopbrengst de hoge kosten van de op de Portugezen veroverde forten langs de kust niet meer te dekken. De forten, de militaire dominantie en de handelscontracten opgeven, en verder gaan als gewone concurrent op de markt, was niet aantrekkelijk. Niet alleen vanwege de hogere peperprijs maar ook door het te lijden reputatieverlies, dat de handelspositie zou schaden.

Van 1739 tot 1742 probeerde Van Gollenesse met troepen uit fort Cochin, geholpen door troepen uit Ceylon onder kapitein Johannes Hackert, om met maritieme blokkades en militair machtsvertoon de positie van de VOC te handhaven. Hulp uit Batavia liet te lang op zich wachten. Het aanvankelijk succes sloeg om in een mislukking toen Hackert met troepen en schepen naar Tuticorin vertrok en een groot leger uit Travancore het garnizoen in het plaatsje Colachel aanviel (Colletje in de VOC-bronnen). Nadat hun munitie was ontploft moest het garnizoen zich overgeven. De militairen Duyvenschot en De Lannoy deserteerden en werden beiden door Martanda Varma tot generaal benoemd. De Lannoy zou 37 jaar lang de legeraanvoerder van Travancore zijn en de 'slag bij Colachel' zou in de 19de eeuw een prominente plek gaan innemen in de geschiedschrijving van Travancore en Kerala.

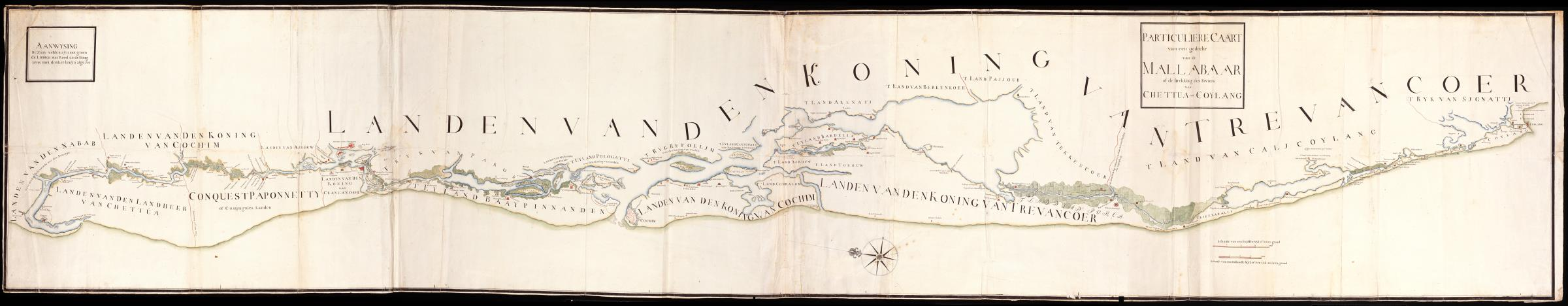
De kust van Malabar, met Cochin en Travancore.

Na het vertrek van Van Gollenesse zou zijn opvolger, Reinicus Siersma, vrede sluiten met de raja onder voor de VOC niet ongunstige voorwaarden. De Compagnie beloofde voortaan neutraal te blijven bij conflicten van Travancore, waarmee de status van de handelscontracten met bondgenoten discutabel werd. Hierin had men militaire bijstand beloofd bij aanvallen door vijanden. De Raad van Indië in Batavia vond dat de vrede veel te vroeg gesloten was maar ratificeerde het verdrag in 1753 uiteindelijk toch. Men had het veel te druk met de oorlogen op Java om nog troepen naar Malabar te sturen. De reputatie van de VOC leed hierdoor schade, hoewel Travancore het VOC fort in Coylan niet durfde aan te vallen en het zich niet verder uitbreidde dan tot het rijk van het door de VOC beschermde Cochin. Van Gollenesses loopbaan werd door deze episode niet nadelig beïnvloed. Hackert zou de schuld krijgen en werd later voor zijn rampzalig vertrek naar Tuticorin berecht in Batavia. Hij stierf tijdens zijn proces.

### Vijaydurg

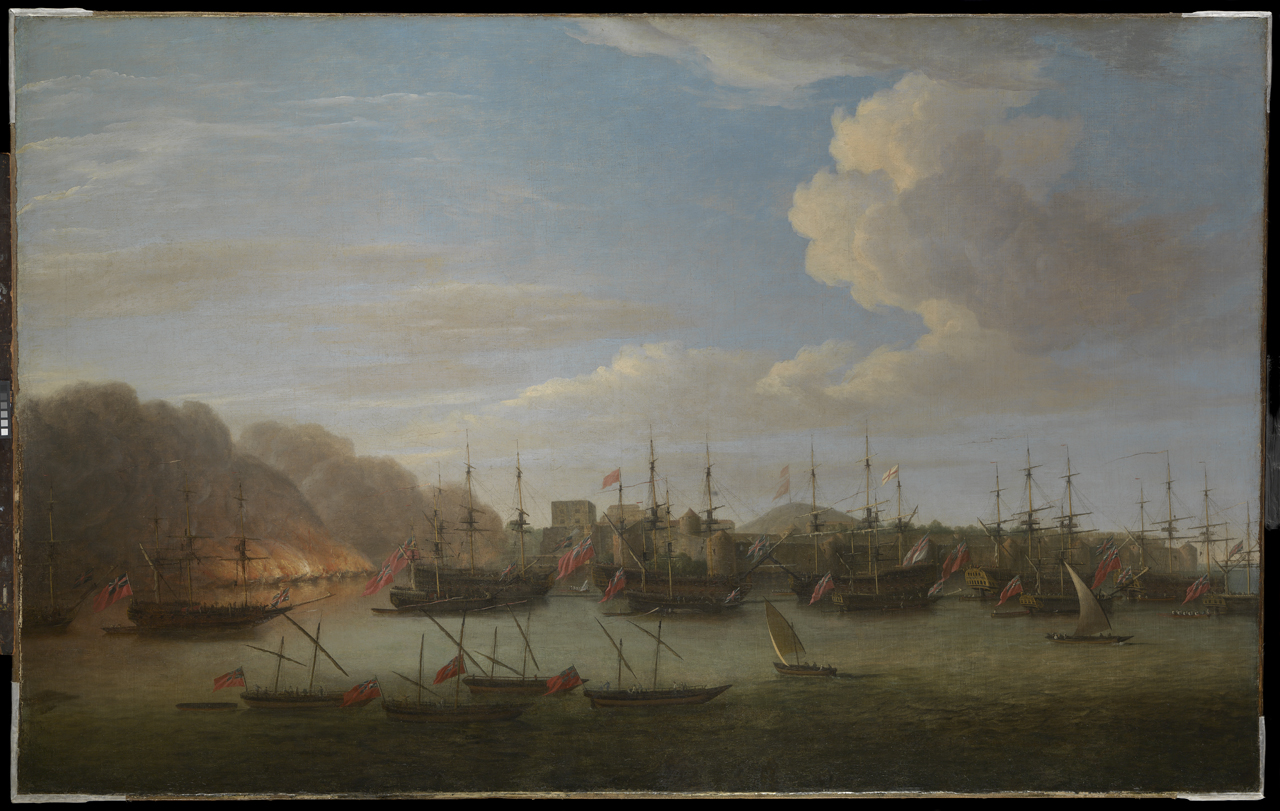
Vijaydurg. Het Angreaanse zeeroversnest dat de Compagnie aan de Malabarkust parten speelde.

Een andere expeditie die mislukte was gericht tegen het fort van de zogeheten Angreaanse zeerovers in Gheriah (het huidige Vijaydurg), halverwege Bombay en Goa. Deze zagen zichzelf als de marine van het Maratharijk. Ze hadden het vooral gemunt op Britse schepen maar hadden in 1738 met een vloot van 15 schepen na een 5-urig gevecht twee VOC schepen buit gemaakt, het jacht Zeelands Welvaren en de sloep Magdalena. De Noordwolfsbergen wist te ontkomen. Sambhaji Angrea (zoon en opvolger van Kanhoji Angrea) eiste geld voor de vrijlating van de nog in leven zijnde bemanningsleden. Van Gollenesse had hierop samen met Van Imhoff een strafexpeditie georganiseerd. Een vloot van 6 compagnieschepen, 2 jachten en 8 gewapende kleine vaartuigen onder leiding van de kapitein van fort Cochin, Reinicus Siersma (die door Van Imhoff speciaal hiervoor tot de niet bestaande rang van majoor-commandant was benoemd), en ruim 1500 zeelieden en soldaten, waaronder Europeanen, Balinezen, Boeginezen, Makassaren en Maleiers, vertrok op 9 februari uit Cochin en arriveerde in maart 1739 bij het fort van Vijaydurg (door de VOC Biseroek genoemd). Men had een conceptcontract bij zich met de voorwaarden waaronder Sambhaji vrede kon sluiten met de Compagnie. Deze liet weten dat hij al in vrede leefde met de Compagnie, maar dat de schepen gekaapt waren omdat ze geen toestemming hadden in zijn territorium te varen. Hierop werd het fort enige tijd beschoten, en de baai waar de vloot van de kapers zich had verscholen werd geblokkeerd. Na een week wist de vloot echter te ontkomen, volgens Van Imhoff als gevolg van incompetentie en lafheid, 'tot schande en spyt eener so formidable Zeemagt'. Vijaydurg zou pas in 1756 door de Britse marine worden veroverd.
Op 15 september 1740 werd Van Gollenesse door de Raad van Indië vereerd met de titels admiraal en veldoverste, dat wil zeggen bevelhebber van de vloot en bevelhebber van het leger in Malabar. Ook werd zijn gage op zijn herhaald verzoek verhoogd naar 180 gulden per maand. Hij was in deze periode ziekelijk. Hij had op 3 maart 1739 van zijn reis met Van Imhoff naar Travancore voortijdig moeten terugkeren naar Cochin. Zijn twee kinderen overleden op 30 maart en 3 mei, dus wellicht was er sprake van een besmettelijke ziekte. Batavia had zelfs al een opvolger voor hem geregeld, de commandeur van Jaffna in Ceylon, Daniël Agreen. Uiteindelijk herstelde hij, en werd hij op 3 juli 1742 door Van Imhoff, die inmiddels gouverneur-generaal was geworden, benoemd tot gouverneur van Ceylon. Eigenlijk had hij al enkele jaren op de nominatie gestaan voor deze benoeming, maar omdat Van Imhoff in januari 1741 door de toenmalige gouverneur-generaal Valckenier terug naar de Republiek was gestuurd was de gouverneurspost zolang vervuld door de commandeur van Galle, Daniël Overbeek. Deze vertrok nu als buitengewoon lid van de Raad van Indië naar Batavia. Aangezien Agreen inmiddels overleden was volgde Siersma Van Gollenesse op in Cochin.

## Gouverneur van Ceylon

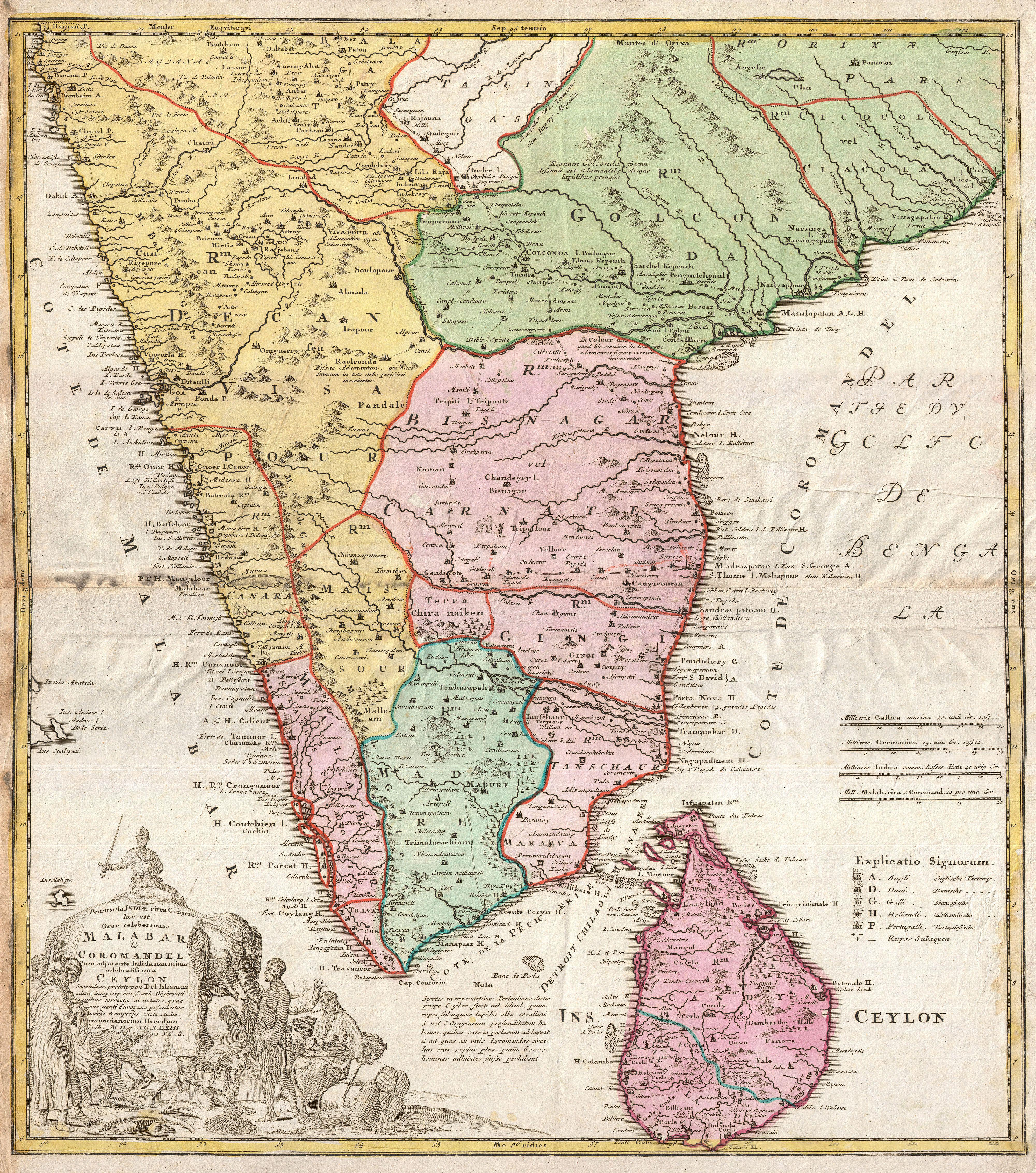
India en Ceylon in de 18de eeuw

Op 11 mei 1743 begon Van Gollenesse in Ceylon. Tevens was hij nu buitengewoon lid van de Raad van Indië. Na de tijdelijke gouverneurs Bruyninck en Overbeek werd van hem verwacht weer een lange termijn beleid te voeren, waarbij de door Van Imhoff ingezette lijn voortgezet moest worden. Hij moest een krachtige houding innemen ten opzichte van het rijk van Kandy in het binnenland, smokkel in arecanoten en peper tussen Ceylon en India tegengaan en verbeteringen doorvoeren voor het land en volk van Ceylon. Ook werd hij gemachtigd de peper die van de Malabarkust door de bergen naar de Coromandelkust 'gesmokkeld' werd, daar dan maar in te kopen en er de Ceylonse retourschepen mee te beladen. Samen met Siersma moest hij bovendien nagaan of de Britse Oost-Indische Compagnie in Bombay genegen was tot het gezamenlijk inkopen van peper aan de Malabarkust, om de 'Francen, Portugeesen en verdere Europische en inlandse mededingers' te 'excludeeren' en Travancore het nakijken te geven. Het al of niet bezoeken van Martanda Varma om de onderlinge geschillen op te lossen liet men aan zijn eigen inzicht over. Van Gollenesse zou de vorst niet bezoeken, en de Britten zouden niet ingaan op het voorstel tot samenwerking. Een paar jaar later zou er tussen de Britten en de Fransen oorlog uitbreken: de Carnatische Oorlogen, die radicale gevolgen zouden hebben voor de machtsverhoudingen op het Indiase subcontinent.
In Van Gollenesses tijd in Ceylon was de relatie met de koning van Kandy, Sri Vijaya Rajasinha, goed. Een gezantschap van de Compagnie naar Kandy werd door de koning hartelijk ontvangen. Hij was erg blij met het kunstkabinet dat de Heren XVII hadden gestuurd, en gaf weer toestemming kaneel te schillen op zijn grondgebied en aan de zuidkust gevangen olifanten naar Jaffna te leiden, waar ze werden gekocht door handelaren uit India en Bengalen. De koning vroeg om boeddhistische priesters, die de Compagnie ook eerder al, in de tijd van gouverneur Thomas van Rhee, aan Kandy geleverd had uit Siam. Ook nu ging de Compagnie op zoek naar priesters, in Malakka en Siam, om ze via Batavia naar Ceylon te brengen.
Naar aanleiding van de door Van Gollenesse geconstateerde knevelarij door inlandse hoofden in Mannar en Jaffna werd door Batavia besloten de jaarlijkse 'zuiveringseed' zoals die door gouverneur Becker was ingevoerd ook door inlands personeel te laten afleggen.

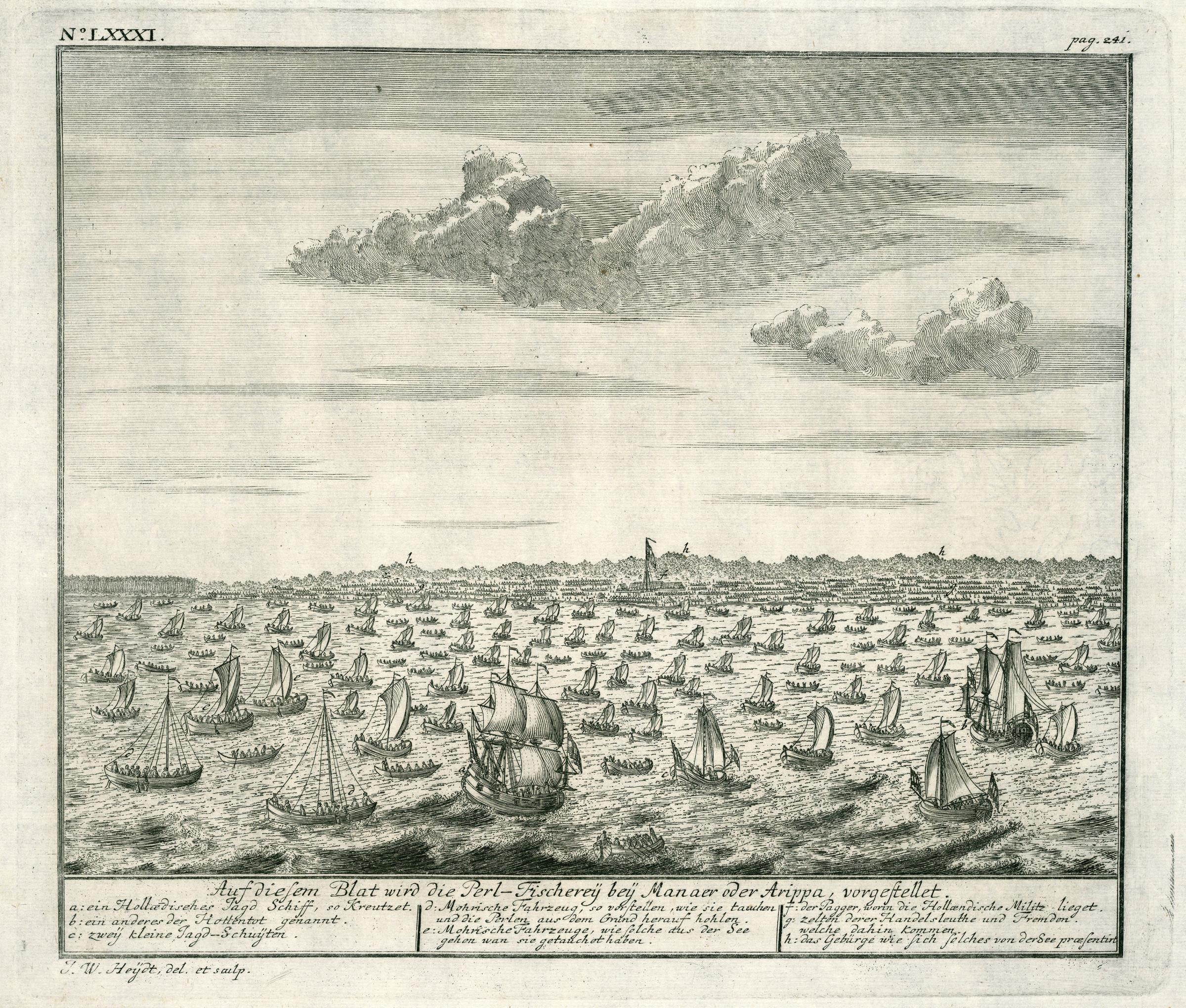
De parelvisserij bij Aripo eind jaren 1740

Vanaf 1746 werden vier jaar achtereen succesvolle parelvisserijen gehouden bij Aripo (het huidige Arippu) in de Golf van Mannar en bij het ook onder het bestuur van Ceylon vallende Tuticorin op de tegenoverliggende kust van Madoera in India (de 'overwal'). Honderden boten deden aan zo'n visserij mee. Duikers werden met een zware steen aan een touw naar de zeebodem neergelaten en daarna weer omhoog getrokken. Het strand stond vol met tenten van handelaren en toeschouwers. Sinds 1743 was door Van Imhoff bepaald dat de Compagnie de visserijen niet meer zelf zou organiseren maar via een veiling verpachten aan particulieren. Ook het hogere personeel van de Compagnie mocht hier aan meedoen. Het leverde Van Gollenesse een flink vermogen op, althans volgens zijn latere opvolger Loten, die te maken kreeg met een uitgeputte oesterpopulatie. Pas na 1780 zouden er weer rendabele parelvisserijen worden gehouden.
In een poging de smokkel tussen Ceylon en India te bestrijden deed Van Gollenesse eind 1746 een poging het eiland Pambe (tegenwoordig Pamban, of Rameswaram), dat onderdeel uitmaakt van de Adamsbrug, in bezit te nemen, om van daaruit de scheepvaart beter te kunnen controleren. Ook was men bang dat via deze route het leger van de Nizam van Haiderabad (het vroegere Golkonda), dat het rijk van Madoera was binnengevallen, ook naar Ceylon zou kunnen komen. De uitgezonden expeditie wist het eiland in eerste instantie te veroveren maar verloor het daarna weer aan het leger van de Teuver van Rameswaram, een leenman van de Nayak van Madoera. Op het eiland bevond zich namelijk de beroemde 'heidense pagood Ramanacoil' ter ere van Shiva. De poging moest worden opgegeven.
Op 25 juni 1747 werd Van Gollenesse benoemd tot gewoon Raad van Indië. Omdat hij van de Heren XVII in Ceylon moest blijven kon hij nog geen zitting nemen in de Raad, die naast Van Imhoff nog slechts uit één gewoon en zes buitengewone raadsleden bestond. Begin 1749 vroeg Van Gollenesse om als gouverneur van Ceylon ontslagen te worden. Dat jaar legde hij nog de eerste steen voor de bouw van de Buitenstadskerk op een heuvel buiten Colombo. De oude kerk in het fort, ooit gebouwd door de Portugezen, was aan het vervallen. De Wolvendaalsche Kerk, zoals hij tegenwoordig heet, bestaat nog steeds, en de initialen van Van Gollenesse, J.V.SVG, staan op de zuidelijke gevel.
In augustus overleed de koning van Kandy. Hij werd opgevolgd door een broer van zijn vrouw, die net als hij uit de nayak dynastie van Madoera kwam. Hij nam de naam Kirti Sri Rajasinha aan (hoog beroemde koning der leeuwen) en zou tientallen jaren aan de macht blijven en de Compagnie nog veel problemen bezorgen.
Van Gollenesse kreeg dat jaar ook gezanten van Martanda Varma op bezoek, die hem een geschenk gaven en de ernst van de raja betuigden 'tot onderhoudinge eener bestemdige vrindschap met de Compagnie'. Uit eigen zak kocht hij een olifant van de Compagnie als tegengeschenk.

## Directeur-Generaal

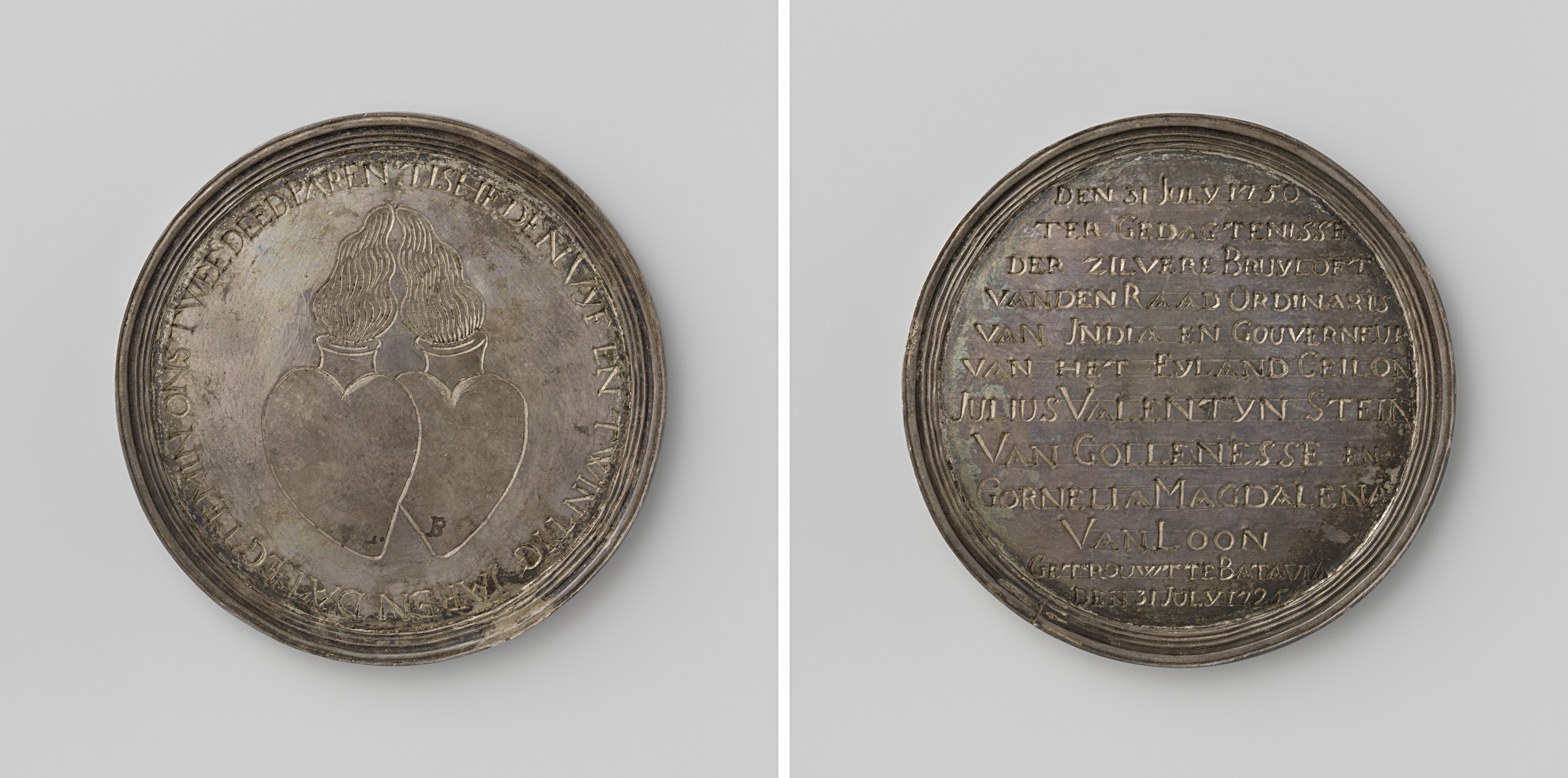
De zilveren penning van het vijfentwintigjarig huwelijk van Julius Stein van Gollenesse en Cornelia van Loon.

Op 1 november 1750 overleed in Batavia Van Imhoff, waarop de zeven raadsleden unaniem Jacob Mossel tot zijn opvolger kozen. Twee dagen later werd Van Gollenesse benoemd tot directeur-generaal, de tweede man achter Mossel en verantwoordelijk voor de Aziatische handel. Hij was toen nog steeds in Ceylon. De commandeur van Galle, Gerard Johan Vreelandt, werd benoemd tot zijn opvolger. Pas in april 1751 arriveerde Van Gollenesse in Batavia en werd op de 16de geïntroduceerd in de Raad. Nog drieënhalf jaar zou hij deze functie bekleden. Met neveninkomsten en particuliere handel, waar dankzij de liberalisatie van Van Imhoff meer ruimte voor was dan voorheen, moet hij een aanzienlijk fortuin verdiend hebben, want met een salaris van 500 gulden per maand onderhield hij een woonhuis aan de westkant van de Kali Besar dat doorliep tot aan de Jonkersgracht, een fraaie woontuin aan het Molenvliet, een huis op de Tijgersgracht, twee tuinen aan de Antjolsche vaart en het landgoed Soekapoera.
Eind 1754 werd hij ziek en nam niet meer aan de raadsvergaderingen deel. Na een ziekbed van drie maanden overleed hij op 13 januari 1755. Hij werd begraven in de Hollandse Kerk. Zijn vrouw Cornelia was hem in juni 1752 voorgegaan. Een zilveren penning ter ere van hun vijfentwintigjarig huwelijk in 1750 is in het Rijksmuseum te zien, evenals zijn verzameling sieraden uit Suratte. Twee kleine kinderen, Magdalena Ursula en Gustaaf Willem, de laatste genoemd naar zijn vriend Van Imhoff, had hij moeten begraven in de St. Franciskerk in Cochin. Een dochter Antonia zou in 1759 trouwen met Herbert Vermeulen, opperhoofd in Japan. Omdat ze geen zoon hadden adopteerde het echtpaar in 1751 de zesjarige Julius Ferdinand, het in Jaffna geboren zoontje van luitenant-kolonel Ferdinand Anton Graaf van Ranzow, destijds kapitein en dessave van Jaffna en daarna opperkoopman in Batavia. Antonia en hij waren de voornaamste erfgenamen van Van Gollenesses rijke nalatenschap.